# Puente de Andalucía (Córdoba)
El puente de Andalucía es un puente atirantado que cruza el río Guadalquivir a su paso por Córdoba (España), correspondiente al tramo uno de la Ronda de Poniente, que une el polígono industrial de La Torrecilla con la carretera del Aeropuerto, y cuya puesta en servicio tuvo lugar el 28 de febrero de 2004. 

## Descripción
El puente tiene una longitud de 210 m y le sigue un viaducto de otros 200 m que se desarrolla en el margen derecho del río.
La obra está gestionada por la empresa pública GIASA, empezándose la construcción de la Ronda Oeste en febrero de 2001. Los sucesivos retrasos en la terminación vinieron motivados por tratarse de "un puente casi artesanal" construido en su totalidad in situ y sin piezas prefabricadas. La complejidad llegó por la singularidad de la estructura: es el primer puente de este tipo que idea en España el prestigioso ingeniero Javier Manterola, Premio Nacional de Ingeniería 2001. El proyecto fue realizado también conjuntamente por Antonio Martínez Cutillas y Javier Muñoz Rojas y fue construido por OHL, actuando como ingeniero José Miguel Pato.[cita requerida] También formó parte de la asistencia técnica Ayesa y Carlos Fernández Casado, S.L., todos bajo la dirección de Jesús Bobo, Giasa.
El puente soporta un tráfico aproximado de 40 000 vehículos diarios, estando conectado con la A4.

## Características técnicas[5]
El puente tiene una longitud total de 444 metros divididos en 8 vanos de luces 39+114+90+42+42+42+42+33; los vanos 2 y 3 se corresponden con el cauce principal del río Guadalquivir. La sección transversal está formada por un cajón central tricelular de 10 metros de ancho y 2,5 metros de canto de hormigón pretensado. A este cajón se le adosan vuelos laterales conectados mediante pretensado transversal, conformando una sección con un ancho total de 29,50 metros. Para salvar las luces de 114 y 90 metros, el cajón es insuficiente, por lo que se atiranta desde un pilono central mediante 9 tirantes anclados a la célula central de cajón en ambos vanos y que pasan sobre una silla situada en la cabeza de la pila. Se ha diseñado una pila central de relativa poca altura y por lo tanto los tirantes actúan como un pretensado extradorsal sin modificar sensiblemente sus esfuerzos entre la acción de las sobrecargas.
En planta el puente se encuentra en un tramo con un trazado circular de radio 10000 m en su mayor parte enlazado con una rama de clotoide en un tramo de 91,4 m desde el lado del estribo 1.
La sección está formada por un cajón tricelular como núcleo resistente central y costillas laterales para formar los vuelos. El hormigón empleado en ambos elementos es HA-50.
La anchura superior del núcleo central es de 10,90 m con espesores de losa constante en la zona central de los núcleos extremos de 0,20 m y de 0,36 en la zona central entre almas interiores. El canto en el eje es de 2,50 m variando hacia los extremos por el peralte de la losa superior y por el perfil de la losa inferior que es cricular de 30 m de radio. La anchura inferior es de 10,00 m y el canto e los extremos de 1,97 m. Su espesor es constante de 0,26 m salvo en la zona de empotramiento con los puntales donde se recrece. Las almas son de 0,40 m de espesor excepto en las secciones de apoyos que se aumentan hasta 0,60 m y en las juntas de construcción hasta 0,55 m para colocar los anclajes de pretensado. Las almas interiores están inclinadas unos 18º hacia el exterior donde quedan ocultas por los vuelos laterales ejecutados en segunda fase.
La sección se completa con unos voladizos laterales de 9,30 m de anchura con forma de artesa invertida con curvas suaves. La geometría se crea con costillas curvas de canto y espesor variable que se enlazan longitudinalmente en la unión con el núcleo central para buscar un efecto de volumen estrusionado más que de elementos independientes colocados perpendiculares al cajón. Los ejes de las costillas se separan cada 3,0 m entre las cuales se coloca una losa de espesor 0,20. En la zona de estribos se macizan. En cada eje de costilla, rompiendo la alineación longitudinal del cajón central, se marca un berengeno que recorre transversalmente toda la sección.
El sistema de atirantamiento consta de 9 tirantes dobles anclados en la mediana cada 6,0 m. Están formados por cables de pretensado con un número de cordones que varía desde 40 asta 27 de 0,6" en los tirantes 1 y 9 respectivamente. Se anclan en el interior del tablero en el eje de la sección en cajetines colocados en el borde superior.
La cimentación está formada por un encepado cuadrado de 20,50 m de lado y un canto máximo de 5,0 m sobre 16 pilotes de 2,0 m de diámetro.